# Micropsectra insignilobus
Micropsectra insignilobus е насекомо от разред Двукрили (Diptera), семейство Хирономидни (Chironomidae). Видът се среща в Канада (Северозападни територии) и Швеция.